# Cysticerkóza
Cysticerkóza (také neurocysticerkóza) je celosvětově rozšířené onemocnění lidí vyvolané larvami (cysticerky) tasemnice Taenia solium. Onemocnění je charakterizováno přítomností cysticerků T. solium v orgánech, především v mozku (neurocysticerkóza), ale i ve svalech, očích a v podkoží. Neurocysticerkóza je hlavní infekční příčinou získané epilepsie a zároveň jde o nejčastější parazitární onemocnění postihující centrální nervový systém na světě. Incidence cysticerkózy je nejvyšší ve státech subsaharské Afriky, Mexiku, Jižní Americe, Indii a v Číně. Na neurocysticerkózu na světě ročně umře kolem 50 000 lidí.

## Etiopatogeneze a přenos
Původcem je tasemnice dlouhočlenná (T. solium). Definitivním hostitelem T. solium je člověk (dospělé tasemnice ve střevech) a mezihostitelem je prase domácí a prase divoké.
Člověk však figuruje i jako alternativní mezihostitel, tzn. může se nakazit vajíčky tasemnice. Je to dáno podobnou fyziologií lidského a prasečího trávení. Cysticerkóza T. solium se krom člověka a prasat velmi výjimečně objevuje i u ovcí, koz a psů. Člověk se nakazí vajíčky T. solium z kontaminované potravy, vody, při nedostatečné hygieně. Důležitým faktem je, že cysticerkózou mohou onemocnět i lidé, kteří nekonzumují vepřové maso, a vegetariáni. Jako častý způsob přenosu byla popsána tzv. vnější autoinfekce (fekálně-orální cesta), kdy člověk s dospělou tasemnicí ve střevech se nakazí sám vajíčky pocházejících z okolí vlastního anu či spodního prádla. Tento fakt potvrzuje, že téměř 25 % pacientů s neurocysticerkózou mělo rovněž dospělou tasemnici ve střevech. V mnoha parazitologických učebnicích je uváděna i tzv. vnitřní autoinfekce, při které se antiperistaltickými pohyby střeva dostanou zralé proglotidy do žaludku. Zde dojde k uvolnění onkosfér z vajíček a následné penetraci do krevního oběhu a vzniku cysticerkózy. Nicméně pro tuto hypotézu navrženou Rudolfem Leuckartem již v roce 1856 nebyly doposud podány žádné důkazy.
Z pozřených vajíček se působením trávicích enzymů v žaludku a duodenu uvolní larvy onkosféry, které penetrují střevní stěnu a krví jsou rozneseny do celého těla. V místě, kde se uchytí, encystují (přemění se v cysticerkus). Cysticerkus dozraje během 2-3 měsíců a žije několik let. Zralé cysticerky jsou až 1 cm velké cysty, oválného až kulovitého tvaru, jež obsahují jeden invaginovaný protoskolex. Cysticerky procházejí během infekce několika stádii. Na počátku aktivní cysticerky potlačují různými mechanismy imunitní odpověď a zabraňují tak vzniku zánětlivého ložiska (vezikulární stádium). Jakmile cysticerkus ztratí schopnost potlačit imunitní odpověď hostitele, je stěna cysty postupně infiltrována mononukleáry. Zánětlivý infiltrát prostoupí i dovnitř cysty (koloidní stádium). S progresí imunitní odpovědi dochází k zániku dutiny cysty a následné kalcifikaci (kalcifikační stádium).

## Symptomatologie
Projevy cysticerkózy jsou velmi různorodé a odvíjejí se od lokalizace cysticerků v těle, jejich počtu, stáří infekce či imunitní odpovědi. Obecně se cysticerkóza dělí do několika forem dle lokalizace: neurocysticerkóza (cysticerky v mozku a míše), cysticerkóza očí, cysticerkóza svalů, cysticerkóza podkoží.

### Neurocysticerkóza
Je charakterizována 3 základními syndromy: konvulze (epileptický záchvat), intrakraniální hypertenze a psychiatrické poruchy.

### Cysticerkóza očí
Méně častá (pouze 1-3 % pacientů s cysticerkózou). Projevuje se různými poruchami zraku.

### Cysticerkóza svalů
Probíhá často asymptomaticky, většinou současně s neurocysticerkózou. Při masivní infekci může docházet k pseudohypertrofii svaloviny. Je popsána i cysticerkóza srdeční svaloviny.

### Cysticerkóza podkoží
Cysticerky v podkoží se projevují nejčastěji přítomností malých, bolestivých nodulů v oblasti paží a na hrudníku. Po několika měsících až letech noduly zvazivovatějí a následně vymizí.

## Diagnostika
Diagnostika cysticerkózy je obtížná a musí vycházet vždy z kombinace anamnestických údajů, klinického vyšetření a speciálních zobrazovacích metod. K detekci cyst v mozku se používá tomografické vyšetření a magnetická rezonance. Kalcifikované cysty ve svalech lze detekovat rentgenovým vyšetřením. V některých případech lze odebrat bioptát a provést histologické určení. Ze sérologických metod se používají Western blot nebo ELISA k detekci specifických protilátek proti cysticerkům. Protilátky se stanovují buď ze séra nebo z mozkomíšního moku.

## Terapie
K léčbě cysticerkózy se používají různé kombinace anthelmintik (albendazol nebo prazikvantel), kortikosteroidů, antiepileptických léků. V indikovaných případech (u očí) se může cysticerkus odstranit chirurgicky.

## Cysticerkóza v kultuře
O případu neurocysticerkózy u pacientky Rebeccy Adler pojednává Pilotní díl seriálu Dr. House. V animované patogenezi je uvedena právě sporná vnitřní autoinfekce, tedy zanesení vajíček T. solium antiperistaltickými pohyby ze střeva do žaludku.
Dále se o neurocysticerkóze také můžeme dozvědět ze seriálu Chirurgové (s05e15), kdy je bratr Addison Montgomeryové (dříve Shepherdové), přivezen do Seattlu Grey právě s parazity v mozku.